# Дубасов Микола Олександрович
Микола Олександрович Дубасов (рос. Николай Александрович Дубасов, нар. 28 вересня 1869 — пом. 4 квітня 1935) — російський і радянський піаніст і музичний педагог. Заслужений діяч мистецтв РРФСР (1923).

## Біографія
Закінчив Санкт-Петербурзьку консерваторію. У 1890 році став володарем першої премії Першого Рубінштейнівського конкурсу (на думку фахівців, перевагу над іншим учасником Ферруччо Бузоні було віддано Дубасову не по справедливості). 
З 1894 р. і до кінця життя (з перервою в 1917-1923 роках) викладав у Санкт-Петербурзькій (потім Петроградській і Ленінградській) консерваторії, з 1902 року — професор. Серед учнів Дубасова — піаністи Анатолій Дроздов та Володимир Зеленський, диригент Ілля Мусін, композитор Оскар Строк. 